# Maria Antonietta Macciocchi
Maria Antonietta Macciocchi (née le 23 juillet 1922 à Isola del Liri, dans la province de Frosinone, Latium, Italie et morte le 15 avril 2007 à Rome, Italie) est une journaliste, écrivaine et femme politique italienne.
Selon John Francis Lane, elle est « connue et admirée en tant que militante féministe et dissidente gauchiste sur le plan international et en particulier en France, où François Mitterrand lui décerna la Légion d'honneur en 1992. »
Maria Macciocchi adhère au Parti communiste italien (PCI) à l'âge de 20 ans. Élue députée communiste en 1968, elle s'éloigne du PCI et devient une maoïste convaincue au nom de l'anti-stalinisme. Son ouvrage De la Chine devient une référence pour les maoïstes européens. Elle quitte l'Italie et vient vivre à Paris où elle travaille au sein de l'université de Vincennes. En 1979, investie par le Parti radical italien, elle est élue au parlement de Strasbourg et y rejoint le groupe socialiste. En parallèle à son activité de parlementaire, elle travaille pour plusieurs journaux puis se consacre à l'écriture. En 1983, alors qu'elle participe à l'émission télévisée Apostrophes consacrée à la Chine, son nouvel ouvrage, Deux mille ans de bonheur, et elle-même sont l'objet de vives critiques du sinologue Simon Leys. 
Se prenant de passion pour le pape Jean-Paul II, elle lui consacre un livre en 1988.

## Biographie

### Période du parti communiste italien

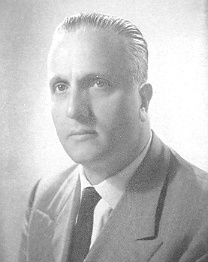
Pietro Amendola (1918-2007) compagnon de Maria Antonietta Macciocchi à Naples.

Maria Antonietta  Macciocchi, née dans une famille antifasciste de la bourgeoisie romaine, adhère au Parti communiste italien (PCI) – alors dans la clandestinité – en 1942, et participe à des actions de propagande avec la résistance durant la guerre. En 1945, elle obtient un diplôme en lettres et philosophie à l'université « La Sapienza » de Rome.
Le parti envoie Macciocchi à Naples pour aider au recrutement d'adhérentes féminines. Elle y rencontre le dirigeant du Parti communiste Palmiro Togliatti, qui revient de Moscou. Elle est à l'époque la compagne du journaliste Pietro Amendola, le frère d'un chef important du parti communiste napolitain, Giorgio Amendola. Ils ne se marièrent jamais mais eurent une fille, Giorgina. Maria Antonietta Macciocchi épousera plus tard Alberto Jacoviello, un journaliste de l'Unità.
Revenue à Rome, elle dirige, de 1950 à 1956, le magazine Noi Donne, organe officiel de l’organisation communiste féminine l'Union des femmes en Italie (UDI). En 1956, elle prend la direction de l’hebdomadaire Vie Nuove, organe du Parti communiste italien, qu’elle transforme en un véritable magazine, en confiant rubriques et articles à des auteurs qui ne sont pas toujours en accord avec la ligne du PCI, comme Pier Paolo Pasolini et Curzio Malaparte, lequel signa un des premiers reportages sur la Chine. 
En 1961, elle laisse la direction de Vie Nuove pour devenir correspondante de L'Unità à Alger puis à Paris, et réalise des entretiens avec de nombreux dirigeants du monde communiste et de pays non alignés, comme Tito, Ahmed Ben Bella, Indira Gandhi et Nikita Khrouchtchev, ainsi qu'avec les hommes politiques français Guy Mollet et François Mitterrand. 
En 1968, elle est rappelée en Italie par L'Unità pour être candidate à la députation à Naples. Pendant la campagne, elle entretient une correspondance avec Louis Althusser, décrivant les conditions de vie pitoyables de la classe laborieuse ainsi que la mauvaise gestion des dirigeants locaux du parti. Son attitude critique envers le parti, exprimée dans ses Lettres de l'intérieur du parti publiées sous forme de livre en 1969, ainsi que son attitude enthousiaste à l’égard du communisme chinois vis-à-vis duquel le PCI adopte au contraire une attitude de défiance, la mettent en conflit avec le comité central,.

### Période  maoïste
Maria Antonietta Macciocchi fait un premier voyage en Chine en 1954 et y rencontre Mao Zedong.  En 1971, de retour d’un deuxième voyage de trois semaines effectué avec son mari, Alberto Jacoviello (chef des services étrangers du quotidien communiste italien L'Unita), pendant le dernier trimestre 1970 pour le compte de L'Unità, elle publie un livre de 570 pages, intitulé De la Chine, dans lequel elle fait l'éloge du « paradis socialiste » et de la révolution culturelle,, défendant le maoïsme au nom de l'antistalinisme. Pour Macciocchi le parti communiste chinois n'a jamais été stalinien. Elle rapporte avoir pu parcourir librement le pays et en interroger, par le truchement d'interprètes, des membres du Parti communiste, des soldats, des habitants, décrivant, entre autres choses, les médecins aux pieds nus, l'envoi à la campagne des cadres astreints au travail manuel, l'émancipation des femmes, la diminution ou disparition de la cellule familiale. Cependant, elle n'a pas approché les membres du Comité central du Parti communiste chinois ni les fonctionnaires influents et n'avait pas les moyens de prévoir l'éclatement de la révolution culturelle et la disparition du maréchal Lin Biao, pourtant désigné comme successeur de Mao Zedong. Édité au sein de la collection « Combats » dirigée par Claude Durand au Seuil, l'ouvrage est un succès de librairie : l'épuisement d'un premier tirage de 4 000 exemplaires et la demande soutenue chez les libraires ouvrent la voie à une réimpression : en août, 9 000 exemplaires sortent des entrepôts. En novembre, les ventes quotidiennes se situent entre 500 et 700 exemplaires.
Le livre obtiendra une audience importante auprès des intellectuels parisiens séduits par le maoïsme, notamment de la revue littéraire d'avant-garde Tel Quel de Philippe Sollers : « De la Chine représente aujourd’hui non seulement un admirable témoignage sur la Chine révolutionnaire, mais encore une source d’analyses théoriques qu’il serait illusoire de croire refoulées. De la Chine, c’est la puissance et la vérité du "nouveau" lui-même. »
L'ouvrage sera interdit lors de la fête de l'Humanité en avril 1971. En effet depuis la rupture sino-soviétique, le « maoïsme suscite la suspicion quand ce n’est pas l’hostilité déclarée » au sein du Parti communiste français.
Le Parti communiste italien lui reproche son « admiration inconditionnelle pour le communisme chinois », Maria Antonietta Macciocchi ne recevra pas l’investiture de celui-ci pour les élections de 1972.

### Exil à Paris
Maria-Antonietta Macciocchi décide alors de quitter l'Italie et de s'installer à Paris. Grâce à l'économiste Charles Bettelheim, elle obtient un poste d'assistante au département de sociologie de l'université de Vincennes. Elle y dirige, de 1972 à 1980, des séminaires sur la pensée politique de Gramsci, le cinéaste Pier Paolo Pasolini, et les femmes (Fascismes et luttes des femmes en 1975-1976 et Marxisme et féminisme en 1977-1978). 
Elle est en butte, à Vincennes, à l'hostilité, aux insultes et aux menaces des étudiants maoïstes du groupe Foudre d'intervention culturelle dirigé par Bernard Sichère et parrainé par Alain Badiou. Devenue leur cible d'élection parce qu'elle avait décidé de programmer quelques films mussoliniens dans son séminaire et accusée d'être elle-même fasciste, elle doit parfois être protégée par les étudiantes féministes, dont Claudine Monteil, et bénéficie du soutien de Simone de Beauvoir,.
En 1974, elle publie, sous le titre Pour Gramsci, un choix de textes gramsciens commentés, qui fait connaître aux intellectuels français le philosophe italien Antonio Gramsci et son interprétation non orthodoxe du marxisme. En Italie, le livre suscite la controverse au sein des communistes italiens où l'on tend à minorer le rôle du membre fondateur du parti.
En novembre 1976, Maria-Antonietta Macciocchi et plusieurs intellectuels, dont Philippe Sollers et Pierre Halbwachs, signent un texte, publié dans le journal Le Monde, critiquant la nouvelle ligne chinoise menée par Deng Xiaoping et soutenant Jiang Qing, veuve de Mao et chef de la Bande des Quatre, arrêtée dans la nuit du 6 au 7 octobre 1976. 
En 1977, elle soutiendra un doctorat d’État en sciences politiques à la Sorbonne, avec Maurice Duverger comme président du jury.

### Rupture définitive avec le PCI
En 1977, Maria Antonietta Macciocchi est un personnage de premier plan du monde intellectuel parisien, proche de philosophes, écrivains, poètes, professeurs d'université et journalistes tels que Sartre, Sollers, Althusser et Lacan et des mouvements étudiants contestataires.
Quand la police italienne réprime violemment le mouvement des Autonomes et le soulèvement étudiant de Bologne, et ferme Radio Alice (une des premières radios libres – « mao-dadaïste » ! – des années 1970), Maria-Antonietta Macciocchi mobilise les intellectuels français (parmi lesquels Roland Barthes, Claude Mauriac, Eugène Ionesco, Michel Foucault, Gilles Deleuze, Philippe Sollers, Jean-Paul Sartre, Châtelet, Félix Guattari, André Glucksmann, Georges Lapassade) en leur faisant signer un appel condamnant la répression et  le « compromis historique » – alliance de fait entre la DC et le PCI. Macciocchi se rend même à Bologne où un grand rassemblement est organisé. C’en est trop pour le PCI et, en octobre de cette année, elle est exclue du parti à la suite d’une réunion de cellule accusatoire de la section de Rione Trevi, dont elle dépend. Elle répliquera en publiant en 1978 Après Marx, avril.

### Élection au Parlement européen
Sa vaine polémique attire l'attention du chef du Parti radical italien, Marco Pannella, qui l’investit aux premières élections pour le Parlement européen. En 1979, elle est élue au Parlement de Strasbourg et, comme membre de la Commission Justice, elle se battra pour l'abolition de la peine de mort en France. Elle adhère au groupe parlementaire de « coordination technique et de défense des groupes et députés indépendants » dont elle fera partie jusqu'en février 1982 ; puis rejoint le groupe socialiste. Au cours de sa mandature (du 28 septembre 1979 au 23 juillet 1984), elle fera aussi partie de la Commission d'enquête sur la condition de la femme en Europe. Elle organise de nombreuses rencontres internationales d’intellectuels, parmi lesquelles les rencontres de Madrid et de Venise consacrées à l'espace culturel européen.

### Critiques de Simon Leys
Lors de l'émission littéraire de Bernard Pivot Apostrophes, consacrée à la Chine en 1983, le livre Deux mille ans de bonheur de Maria Antonietta Macciocchi est contredit en direct par un autre sinologue invité, Simon Leys, auteur du livre Les Habits neufs du président Mao, qui n'avait connu à sa sortie en 1971 qu'un accueil assez restreint et qui avait été délibérément ignoré par la presse. Après avoir laissé cette dernière parler avec lyrisme de l'homme nouveau qui apparaissait en Chine, Simon Leys (qui avait vécu à Hong Kong dans les années 1960 et séjourné six mois à Pékin en 1972) répondit en fournissant plusieurs données factuelles suggérant qu'elle n'avait pas vérifié ses sources avant d'écrire son livre, qu'il estime être « d'une stupidité totale », sinon une « escroquerie ». 
Bernard Pivot précise à propos de cette émission que Maria-Antonietta Macciocchi était un de ces intellectuels occidentaux qui après « quinze jours  » de voyage ramenait un livre de cinq cents pages pour vanter les mérites du régime communiste chinois mais qu'elle a pris, de façon quelque peu injuste, pour les intellectuels comme Roland Barthes et Alain Peyrefitte qui revenaient, enthousiastes, de Chine. Après l'émission, les ventes du livre de Maria Antonietta Macciocchi s'écroulèrent. Ce fut un cas emblématique de contre-performance commerciale provoqué par le passage d'un auteur en quinze années d'Apostrophes[Passage problématique]. Par la même occasion, Les Habits neufs du Président Mao se retrouva placé sous les feux de la rampe. Pour le sociologue Hervé Serry, les attaques virulentes de Leys « signalent une autre époque pour les gauchismes et un mode de légitimation télévisuelle de la production éditoriale. »

### Années 1980
Maria-Antonietta Macciocchi mène de front son travail de parlementaire européenne et celui de journaliste, collaborant au Corriere della Sera tout en livrant régulièrement des chroniques au Monde et à El Pais sur différentes parties du monde, du Cambodge à l'Iran et à Jérusalem.
Fascinée par le charisme du pape Jean-Paul II, qu’elle rencontre en 1988, la militante féministe écrit un inattendu Le donne secondo Wojtyla (« Les Femmes selon Wojtyla »). Ce sera l’un des derniers contre-pieds d’un parcours intellectuel et politique versatile.

### Dernières années et derniers écrits
Dans les années 1990, Macciocchi prend de la distance avec son activité journalistique pour se concentrer sur l'écriture, activité qu’elle a toujours considérée comme essentielle. Elle publie des travaux consacrés à l’épisode de la République napolitaine et à l'histoire de Naples à la fin du XVIIIe siècle, notamment, en 1993, Chère Eleonora : la vie passionnée d'Eleonora Fonseca Pimentel dans la Révolution napolitaine, et en 1998, L'amante della rivoluzione. La vera storia di Luisa Sanfelice e della Repubblica napoletana del 1799. Elle passe ses dernières années dans une maison rurale à Sabaudia, dans la région du Latium. 
En 2000, elle met la dernière main à son autobiographie avec une nouvelle édition, élargie, de Deux mille ans de bonheur, dont la première édition avait paru en 1983.
En 2007, elle apporte son soutien à la candidature de Ségolène Royal à la présidence de la République française, en tant que « symbole de l'émancipation des femmes ». 
Elle meurt le 15 avril 2007 à Rome, à l'âge de 84 ans, des suites d'une longue maladie,. Le lendemain, L'Unità consacre quelques paragraphes non signés à la disparue, sans mentionner toutefois son expulsion de l'ancien parti communiste italien.

### Décoration
En 1992, François Mitterrand lui remet la Légion d'honneur pour son travail en tant qu'écrivain, professeur et journaliste.

## Accueil critique

### Letters From Inside the Italian Communist Party to Louis Althusser
De la publication en anglais des lettres de Maria Antonietta Macciocchi à Louis Althusser, le critique du journal britannique The Observer dira qu'il s'agissait d'un livre saisissant et émouvant, formant un tableau  effroyable de la pauvreté et de l'exploitation dans l'Europe moderne comme on n'en avait pas vu depuis de nombreuses années.

### De la Chine
Pour Hervé Serry, « De la Chine peut être considéré comme un événement politico-intellectuel qui contribue à l'installation de la ferveur des intellectuels pour le maoïsme et ses réalisations ». Pour le politologue Roger Lévy, « Mme Macciocchi pense et écrit en maoïste convaincue ». En 1996, le journaliste Christophe Bourseiller voit dans De la Chine le « témoignage naïf » d'une intellectuelle « fascinée par la propagande, qui prête au régime chinois les qualités d'un paradis socialiste ».

### Deux mille ans de bonheur
Simon Leys s'attache à ridiculiser deux thèses de Maria Antonietta Macciocchi. D'une part « Le peuple de Mao [était] une humanité sans péché ». De cet axiome découle « tout normalement des faits que Mme Macciocchi constate avec émerveillement : en Chine les ouvriers refusent des augmentations de salaires et estiment que des organisations syndicales sont superflues ; les paysans pratiquent la philosophie et la pensée de Mao fait pousser les cacahuètes ». D'autre part Macciocchi estime que le maoïsme est une rupture avec le stalinisme. Simon Leys, citant des textes de Mao Zedong, démontre non seulement que les Chinois continuent de louer Staline et d'appliquer ses méthodes, mais également qu'ils le dépassent dans certains domaines.

### Eleonora. La vie passionnée d'Eleonora Fonseca Pimentel dans la Révolution napolitaine
Catherine Marand-Fouquet considère que l'auteur n'y évite pas les « accents hagiographiques ». Elle modifie la chronologie et cherche à tout prix « des analogies qui correspondent à son idéologie ».

## Œuvre

### Publications en français
- Lettres de l'intérieur du Parti : le Parti communiste, les masses et les forces révolutionnaires pendant la campagne électorale à Naples en mai 1968, Maspero, 1970.
- De la Chine, Seuil, collection « Combats », 1971, 542 p. (compte rendu de Roger Levy dans Politique étrangère, année 1972, vol. 37, No 1, p. 128-131).
- Pour Gramsci, choix de textes gramsciens commentés, Seuil, collection « Tel Quel », 1974.
- Les femmes et la traversée du fascisme, in Éléments pour une analyse du fascisme, Séminaire de 1974-1975 à Paris VIII, avec plusieurs collaborateurs (dont François Châtelet et Jean-Toussaint Desanti), U.G.E., collection « 10/18 », 1976 (deux volumes).
- De la France, Seuil, (hors collection), 1977.
- Après Marx, avril, Seuil, collection « Tel Quel », 1978.
- Les femmes et leurs maîtres, séminaire, Paris VIII-Vincennes, textes rassemblés par Jacqueline Aubenas-Bastié ; sous la direction de M.A. Macciocchi, Bourgois, 1978.   Il s'agit de deux séminaires tenus à Vincennes, en 1975-1976 (« Fascismes et luttes des femmes ») et en 1977-1978 (« Marxisme et féminisme »).
- Esquisse pour une biographie de Pasolini, in Pasolini, séminaire dirigé par M.A. Macciocchi (tenu les 10, 11 et 12 mai 1979 à l'Institut culturel italien puis à l'université de Paris VIII), Grasset, 1980.
- Deux mille ans de bonheur, Grasset, 1983.
- La femme à la valise : Voyage intellectuel d'une femme en Europe, Grasset, 1988, 406 p.
- Eleonora : la vie passionnée d'Eleonora Fonseca Pimentel dans la Révolution napolitaine, Paris, Le Félin, 1993, 381 p. (compte rendu de Catherine Marand-Fouquet, dans CLIO. Histoire, femmes et sociétés, 9, 1999, mis en ligne le 21 mars 2003).

Préfaces
- L'expérience hérétique : langue et cinéma / Pier Paolo Pasolini ; préf. de Maria-Antonietta Macciocchi, Payot, 1976.
- Lire Gramsci / Dominique Grisoni, Robert Maggiori ; préf. de François Chatelet et Maria Antonietta Macciocchi, Éd. universitaires, 1973.

### Publications en italien
- Sotto accusa la stampa femminile borghese, Roma, Noi Donne, 1950
- Persia in lotta, Roma, Edizioni di Cultura Sociale, 1952
- Lettere dall'interno del PCI a Louis Althusser, Milano, Feltrinelli, 1969
- Dalla Cina (Dopo la rivoluzione culturale), Milano, Feltrinelli, 1971
- Polemiche sulla Cina, Milano, Feltrinelli, 1972
- Per Gramsci, Bologna, Il Mulino, 1974
- La Donna Nera : Consenso femminile e fascismo, Milano, Feltrinelli, 1976
- La talpa francese. Viaggio in Francia, Milano, Feltrinelli, 1977
- Dopo Marx, aprile, Roma, Libri dell'Espresso, 1978
- Le donne e i loro padroni, Milano, Mondadori, 1980
- Duemila anni di felicità, Milano, Mondadori, 1983
- Di là dalle porte di bronzo. Viaggio intellettuale di una donna in Europa, Milano, Mondadori, 1987  (ISBN 88-04-29841-3)
- La donna con la valigia, Milano, Mondadori, 1989
- La forza degli italiani, Milano, Mondadori, 1990  (ISBN 88-04-33605-6)
- Le donne secondo Wojtyla. Ventinove chiavi di lettura della Mulieris dignitatem, Milano, Edizioni Paoline, 1992  (ISBN 88-315-0651-X)
- Cara Eleonora. Passione e morte della Fonseca Pimentel, Milano, Rizzoli, Milano, 1993  (ISBN 88-17-84296-6)
- L'amante della rivoluzione. La vera storia di Luisa Sanfelice e della Repubblica napoletana del 1799, Milano, Mondadori, 1997  (ISBN 88-04-42655-1)
- Duemila anni di felicità. Diario di un'eretica, Milano, Il Saggiatore, 2000, 838 p. + 16 f. t. con foto  (ISBN 88-428-0836-9)

Article de revue
- Le organizzazioni femminili dell'AC, in Rinascità, 1er janvier 1953

Préface
- Una donna / Sibilla Aleramo ; préf. di Maria Antonietta Macciocchi ; con uno scritto di Emilio Cecchi, Feltrinelli, 1973.

### Publications en anglais
Traductions
- Daily Life in Revolutionary China, 1972 (traduit depuis l'italien par  Alfred Ehrenfeld and Frank Kehl)
- Letters From Inside the Italian Communist Party to Louis Althusser, 1973 (traduit depuis l'italien par Stephen M. Hellman)

Article de revue
- Female sexuality in fascist ideology, in Feminist Review, No 1, 1979

## Fonds «Maria-Antonietta Macciocchi» et postérité

### En Italie
L'Università degli studi Roma Tre, qui possède le fonds issu de la bibliothèque romaine de Maria-Antonietta Macciocchi, a rendu hommage à celle-ci en organisant, le 20 mai 2010, un colloque international — Maria Antonietta Macciocchi interprete e protagonista del XX Secolo — qui s'est tenu à la faculté des sciences politiques sous l'égide du fépartement des études internationales.

### En France
À l'automne 2007, Giorgina Amendola Cascavilla, fille de M.-A. Macciocchi, a fait don au service commun de documentation de l'université Paris 8 de la bibliothèque parisienne de sa mère. Les documents issus de ce don (monographies annotées, archives, photos, etc.) forment près de 2 000 volumes et rassemblent tous ses intérêts politiques et intellectuels pendant les années 1970 : histoire du PCI, histoire du communisme européen, Gramsci, la Chine maoïste, Pasolini, le mouvement féministe. Ils sont consultables à la bibliothèque universitaire de Paris 8.
Le 7 avril 2009, dans le cadre des commémorations marquant le 40e anniversaire de l'université Paris 8, la bibliothèque universitaire a organisé une journée d'étude consacrée à Maria-Antonietta Macciocchi.